# 广学会
广学会（1887年-1956年），是英美基督教传教士在中國创办的出版机构。1887年在上海成立，前身是1884年成立的同文书会（The Society for the Diffusion of Christian and General Knowledge Among the Chinese）。1949年会中外国人撤离中国。1956年与其他基督教出版单位合并，组成中国基督教联合书局。
廣學會的書籍對清末維新運動和清末新政產生很大影響。自光緒十六年(1890年)到宣統三年(1911年)共約400種，初版、重印合計共達100多萬冊。戊戌变法时期光緒皇帝為了解西學和參考西法，找來閱讀的129種新書中，其中89種为廣學會出版。

## 过程
发起人是英国伦敦会传教士韦廉臣，他联络林乐知、慕维廉等人发起创办，并邀请海关总税务司赫德任第一任会长（当时称总理），韦廉臣自己任督办，后称总干事，主管日常工作。1890年韦廉臣病故后，次年由英国浸信会传教士李提摩太主持到1916年，时间长达25年。主要成员还有艾约瑟、丁韪良、李佳白等。
广学会出版的刊物主要有《万国公报》（1874～1907）（林乐知主编）、《中西教会报》（1891～1917，1912年后称《教会公报》）、《大同报》（1904～1917）等。其中《万国公报》是近代中国介绍西学内容最多、影响最大的刊物之一。
广学会先后出版过韦廉臣的《格物探原》，李提摩太的《七国新学备要》、马恳西的《泰西新史揽要》、林乐知的《中东战纪本末》等书籍。其中《泰西新史揽要》由李提摩太和蔡尔康合译，1895年出版。内容是19世纪欧美各国各国变法图强的历史，出版后风行一时，印行3万部。《中东战纪本末》由林乐知和蔡尔康合编，1896年出版。内容为甲午战争的资料、评论汇编，其中有林乐知等人对中国时局的评论，对康有为、梁启超、谭嗣同等人产生了深刻的影响，成为戊戌变法的先声。民国之后，出版过《共产主义之研究》、《基督教与共产主义》等书，对共产主义表示不赞同。
广学会的出版物最初由美华书馆和申报馆经销，以后委托申昌书画室和格致书室代销，并在北京、南京、镇江、重庆、福州等各大城市及朝鲜设立了35处经销点。
广学会书刊的出版有国外教会捐款，因此经常有赠送书刊的活动。早期主要是由传教士到各地科举考试的场所分送，以后又改向各级官员及各地学校分送。同时还采取一种会员制度，入会者可免费收到年内出版的所有书刊。
1941年太平洋战争爆发时，广学会迁往成都。抗战胜利后，廣學會遷回上海。1949年中华人民共和国建立後，广学会的外国人撤离中国。1956年与其他基督教出版单位合并，组成中国基督教联合书局。
1949年之後，因形勢需要，廣學會部分工作人員由上海來到香港，與當時本地教會領袖發起籌組出版機構，於1951年7月成立基督教輔僑出版社，以發揚廣學會之使命。1965年更名為基督教文藝出版社。

## 發行刊物
廣學會所發行兩大刊物為：1.《萬國公報》----著重介紹西方最新知識和思潮；2.《中西教會報》----藉此報導中外基督教發展情況。此兩份報刊均為中國報業史上重要先驅刊物，並為日後中文報刊之藍本。《萬國公報》原為美國宣教士林樂知自編自辦的，1889年2月，決定改由廣學會復刊出版，仍由林樂知擔任主編。李提摩太將《萬國公報》改為主要鼓吹變法維新的刊物，逐步得到中國開明知識分子和諸多政府官員的關注、認可和支持，成為近代中國改革的思想資源。初期《萬國公報》的銷路不大，1894年以前只有一千多份。甲午中日戰爭時期，因該刊從7月份起刊載《朝鮮紀亂》(後改稱中東之戰)的消息和評論而銷數大增。1894年為四千份，1897年增加到五千份，1898年維新運動高漲時，激增至三萬八千四百份。戊戌變法失敗後銷數驟減，義和團運動後又復回升。最後因著林樂知逝世，《萬國公報》在1907年12月停刊。
廣學會於1891年2月創辦了《中西教會報》，到1912年1月起改稱《教會公報》，直到1917年2月停刊。內容主要為傳播福音和教會消息，間以新聞雜事等報道。這份期刊對研究這一時期的中國基督教史，有重要的參考價值。
廣學會還曾於1889年為兒童出過期刊，取名《成童畫報》，次年更名為《日新畫報》，不久又改名為《小孩月報》。又曾於1912年為婦女出過期刊，取名《女鐸報》。

## 出版書籍
這些著作對中國社會的影響很大，其中尤以李提摩太編譯的《泰西新史攬要》和林樂知編譯的《中東戰紀本末》，最為暢銷。
梁啟超曾稱：「《泰西新史攬要》述近百年以來歐、美各國變法自強之跡，西史中最佳之書也。」此書原作者為英國人麥墾西(Robert Mackenzie)，由李提摩太和蔡爾康（1851-1921）合譯書的原名是《十九世紀史》，內容是19世紀歐美各國各國變法圖強的歷史。該譯著於1895年出版，出版後風行一時，印行3萬部，成為戊戌變法時期光緒皇帝的主要參考書之一。
其他出版書籍如下:
- 《中西四大政考》
- 《五大洲各國統屬全圖》
- 《華英讞案定章考》
- 《八星之一總論》
- 《七國新學備要》
- 《天下五洲各大國誌要》
- 《自西徂東》
- 《性海淵源》
- 《治國要務》
- 《開礦富國說》
- 《國貴通商說》
- 《泰西新史攬要》
- 《百年一覺》
- 《歐洲八大帝王傳》
- 《中東戰紀本末》初編和續編
- 《印度隸英十二益說》
- 《中國變新策》
- 《醒華博議》
- 《治國要務》
- 《新學匯編》
- 《文學興國策》
- 《時事新論》
- 《李傅相歷聘歐美記》
- 《富民策》
- 《足民策》
- 《大同學》
- 《英國議事章程》
- 《萬國原始誌》
- 《邦交格致之義》
- 《近時格致之義》
- 《印度史攬要》
- 《廣學類編》
- 《新政策》
- 《親歷晚清四十五年》

## 外部連結
- 廣學會出版目錄 (合共695條) （页面存档备份，存于） 香港浸會大學圖書館 華人基督教文獻保存計劃
- 基督教輔僑出版社目錄 (合共563條) （页面存档备份，存于） 香港浸會大學圖書館 華人基督教文獻保存計劃
- 聖書公會 (基督教輔僑出版社代表)目錄 (合共85條) （页面存档备份，存于） 香港浸會大學圖書館 華人基督教文獻保存計劃
- 基督教文藝出版社目錄 (合共53條) （页面存档备份，存于） 香港浸會大學圖書館 華人基督教文獻保存計劃